# Miskwagamiwisagaigan
Miskwagamiwisagaigan (Red Lake Chippewa, Chippewa of Red Lake, Chippeways of Red Lake) /=red-water lake; od miskwa, red + gami, water, ' + saga-igan, lake/, jedna od mnogobrojni bandi Chippewa Indijanaca koji su živjeli oko jezera Red Lake i duž rijeke Red Lake u američkoj državi Minnesota. 
Njihova populacija iznosila je 1.353 (1905). Svoju zemlju oni i Pembina Chippewa ugovorom iz 1864. prepuštaju Minnesoti. Danas žive na rezervatu Red Lake ili Miskwaagamiwi-zaaga’igan u sjevernoj Minnnesoti u okruzima Beltrami i Clearwater.
Današnja su im naselja: Miskwaagamiwi-zaaga’igan (Red Lake), Ogaakaan (Redlake), Madaabiimong (Redby) i Obaashiing (Ponemah).

## Vanjske poveznice
- Red Lake Band Of Chippewa Indians